# Collonges-la-Rouge
Collonges-la-Rouge (okzitanisch Colonjas) ist eine französische Gemeinde mit 478 Einwohnern (Stand 1. Januar 2022) in der Region Nouvelle-Aquitaine im Département Corrèze am westlichen Rand des Zentralmassivs. Die Bewohner nennen sich Collongeois. Collonges-la-Rouge zählt zu den schönsten und malerischsten Dörfern Frankreichs.

## Geografie
Tulle, die Präfektur des Départements, liegt ungefähr 40 Kilometer nordöstlich, Brive-la-Gaillarde etwa 20 Kilometer nordwestlich und Beaulieu-sur-Dordogne rund 22 Kilometer südöstlich. Die Gemeinde liegt in malerischer Landschaft im Grenzgebiet von Limousin, Quercy und Auvergne. Nachbargemeinden sind im Nordosten Lagleygeolle, im Osten Meyssac, im Süden Chauffour-sur-Vell, im Südwesten Saillac, im Westen Ligneyrac und im Nordwesten Noailhac.

## Verkehr
Die Anschlussstelle 53 zur Autoroute A 20 liegt etwa 20 Kilometer westlich.
Collonges-la-Rouge wird von der Départementsstraße D38 von Meyssac nach Noailhac passiert.

## Geschichte
Collonges la Rouge war eine alte Relais-Station auf dem Jakobsweg und eine Vogtei der Vicomte von Turenne. Die Architektur der Häuser in Collonges-la-Rouge zeigt fast originalgetreu die französische ländliche Bauweise des 16. und 17. Jahrhunderts. In der Dorfmitte steht das älteste Haus des Ortes: das Maison de la Sirène aus dem 16. Jahrhundert. Aus dem 12. Jahrhundert stammt die Kirche St. Pierre, deren romanisch-limousinischer Turm noch größtenteils im Originalzustand erhalten ist.
Die Kirche und Abtei von Collonges-la-Rouge entstanden im 8. Jahrhundert aus rotem Sandstein. Davon zeugt der Namenszusatz „-la-Rouge“. Die Obrigkeit war die Vizegrafschaft Limoges.
1982 rief der Bürgermeister Charles Ceyrac, der von 1977 bis 1998 in Collonges amtierte, die Vereinigung Die schönsten Dörfer Frankreichs ins Leben, mit dem Ziel, den Tourismus in kleinen Landgemeinden mit beachtlichem historischem Erbe zu fördern.

### Wappen
Blasonierung: Auf Blau ein schräges silbernes Band, darüber zwölf jeweils abwechselnd rote und goldene Schrägfäden.

### Bevölkerungsentwicklung
| Jahr      | 1962 | 1968 | 1975 | 1982 | 1990 | 1999 | 2007 | 2019 |
| Einwohner | 401  | 375  | 360  | 379  | 381  | 415  | 455  | 431  |

## Sehenswürdigkeiten
Siehe: Liste der Monuments historiques in Collonges-la-Rouge

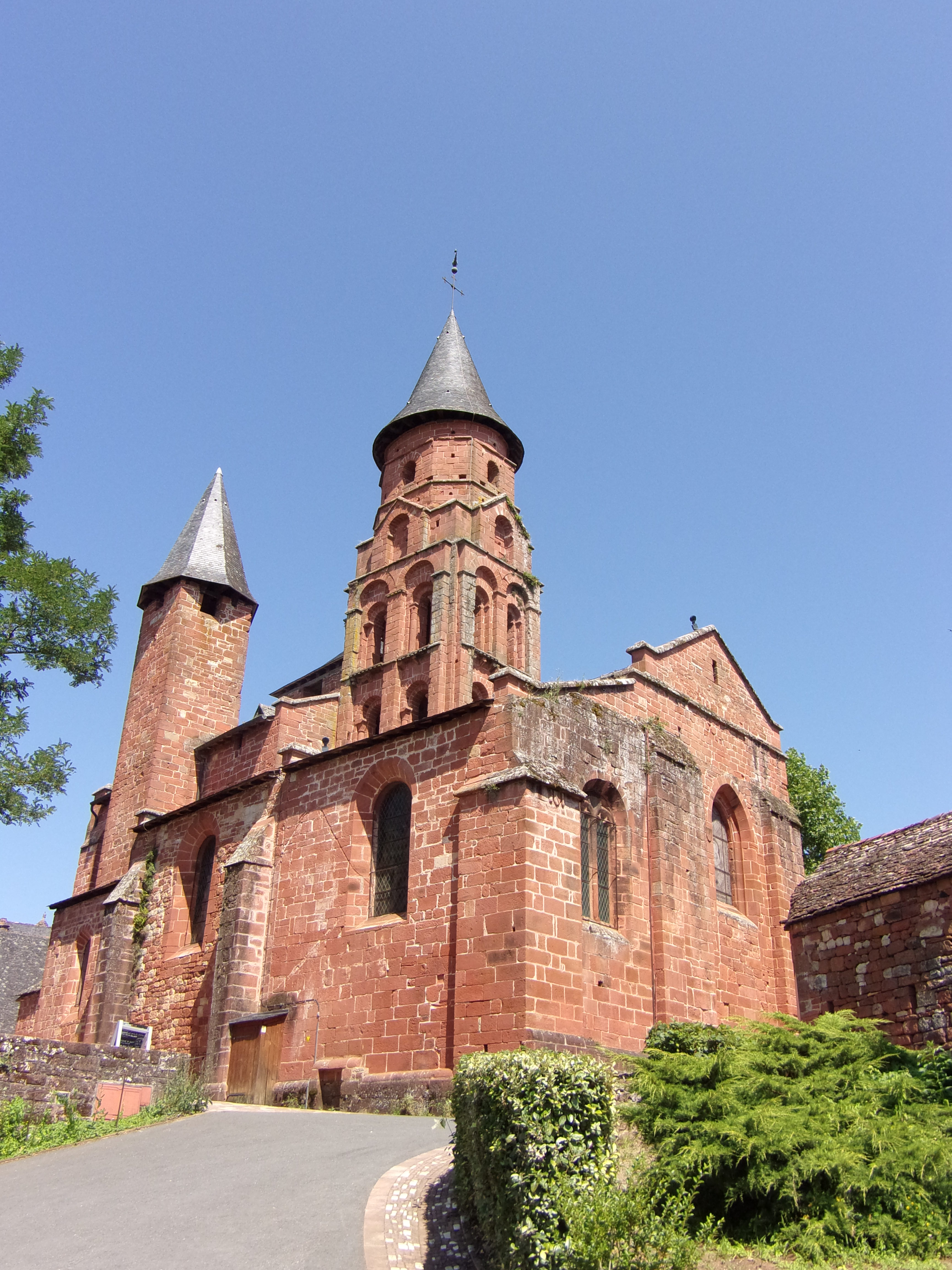
Kirche Saint-Pierre
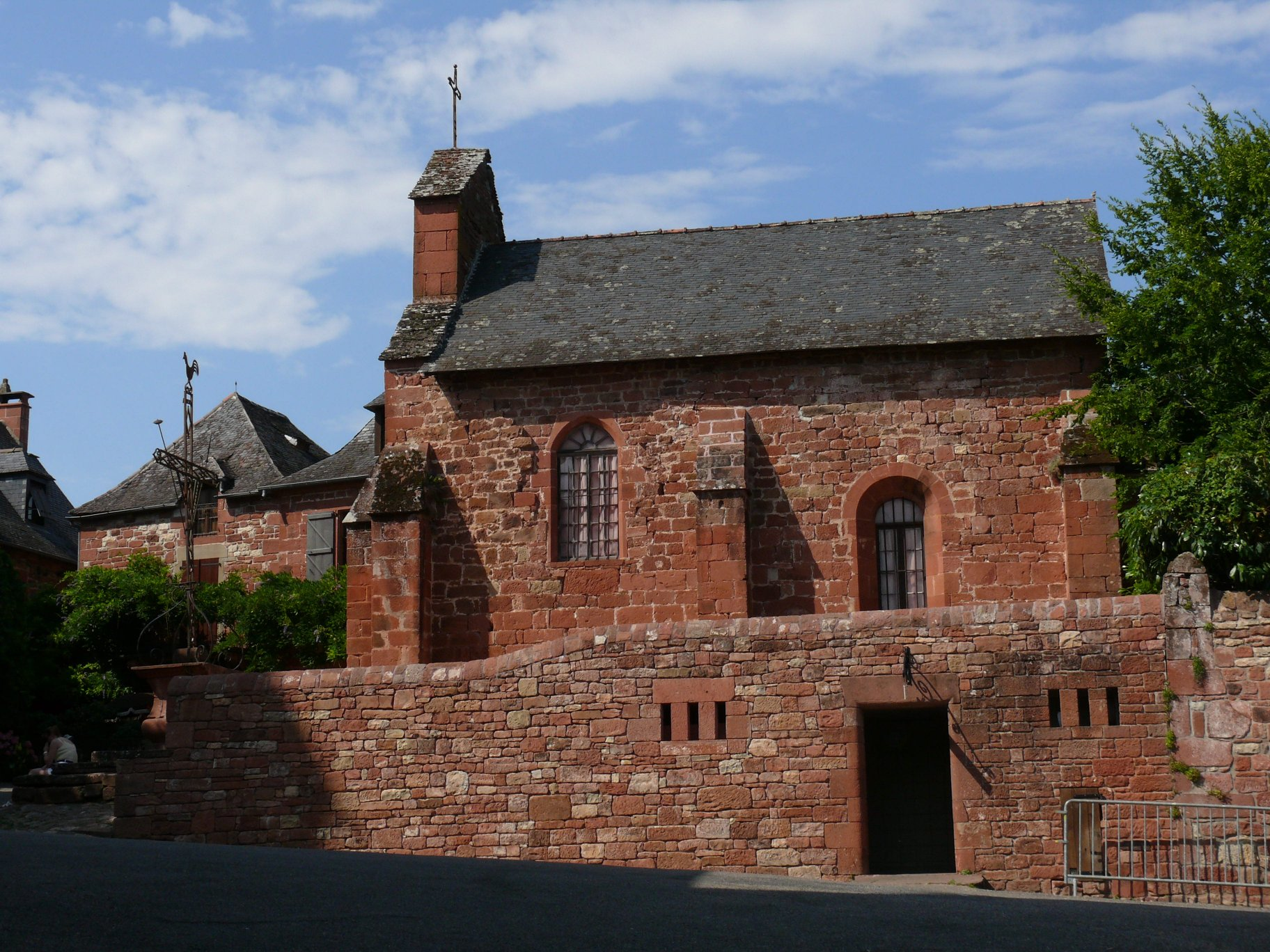
Pilgerkapelle
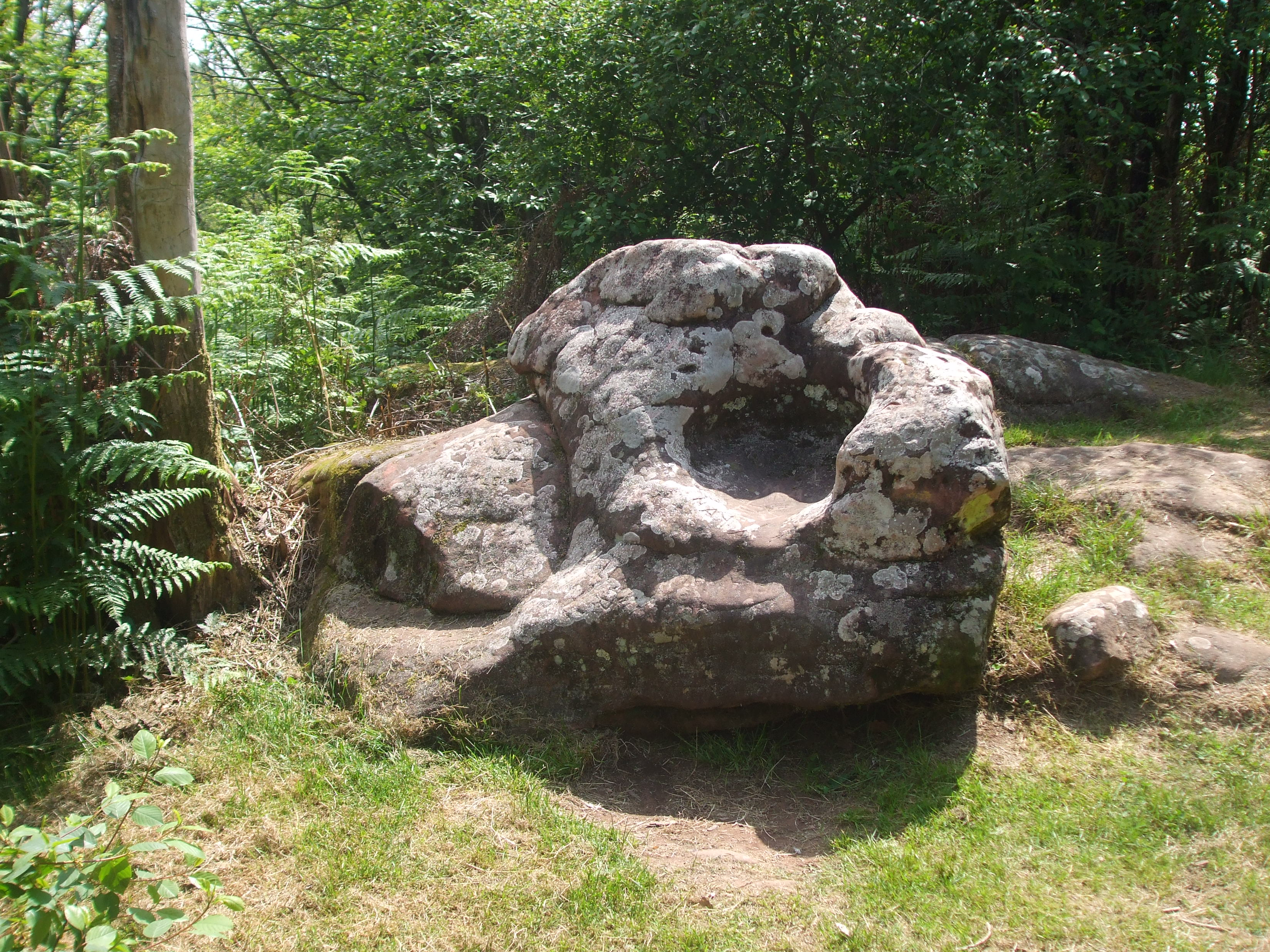
Steinformation „Stuhl des Teufels“
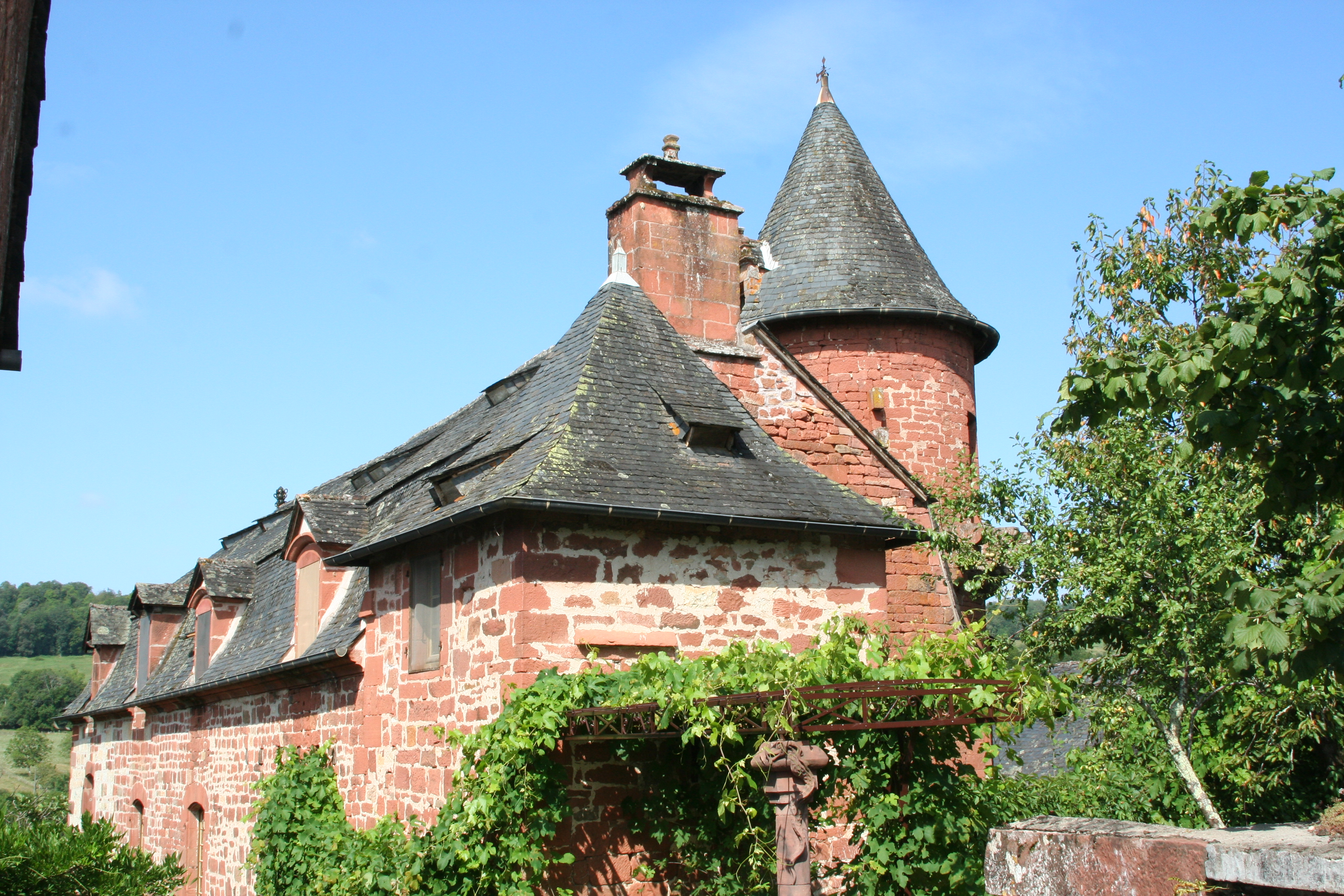
Schloss Benges
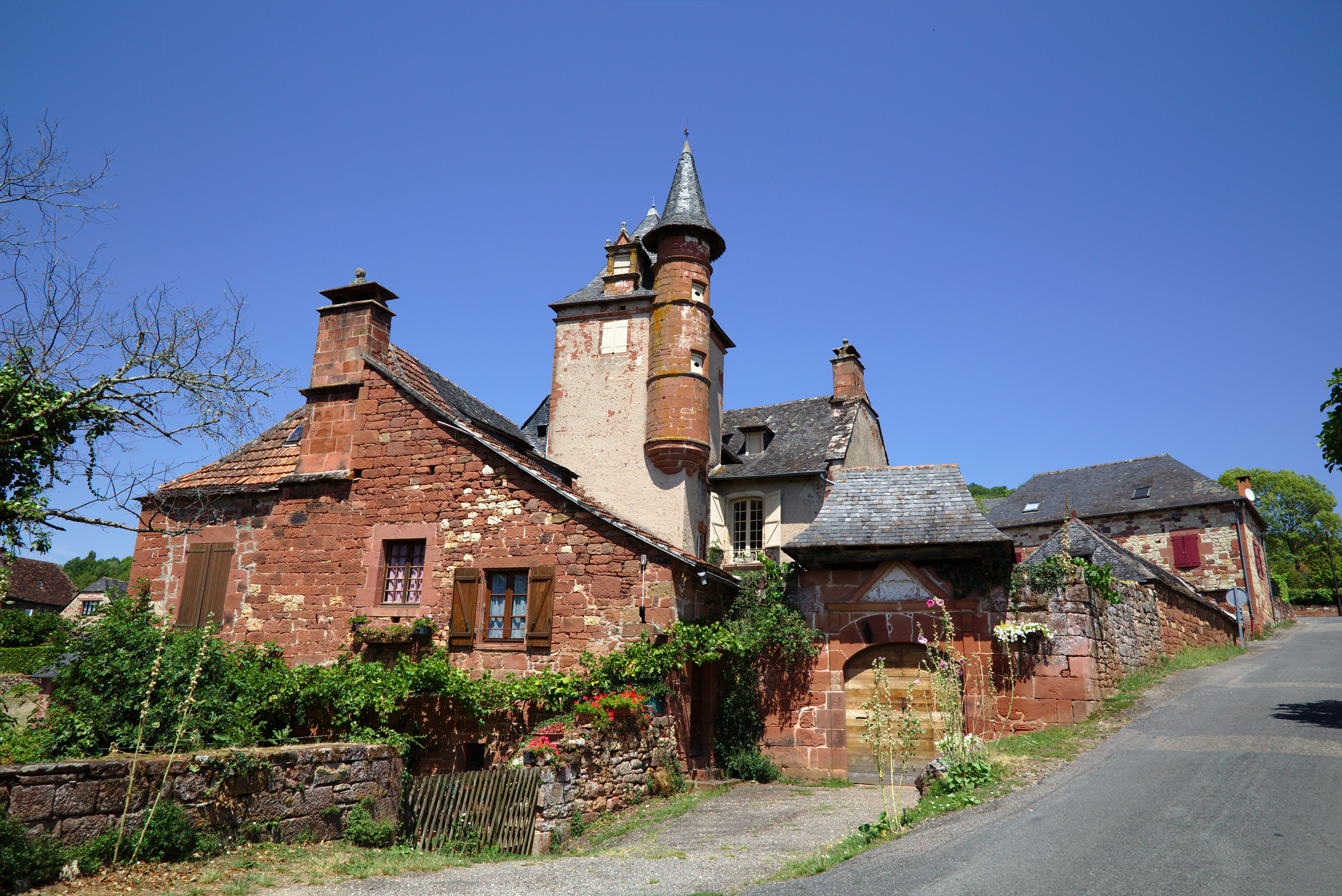
Schloss Maussac
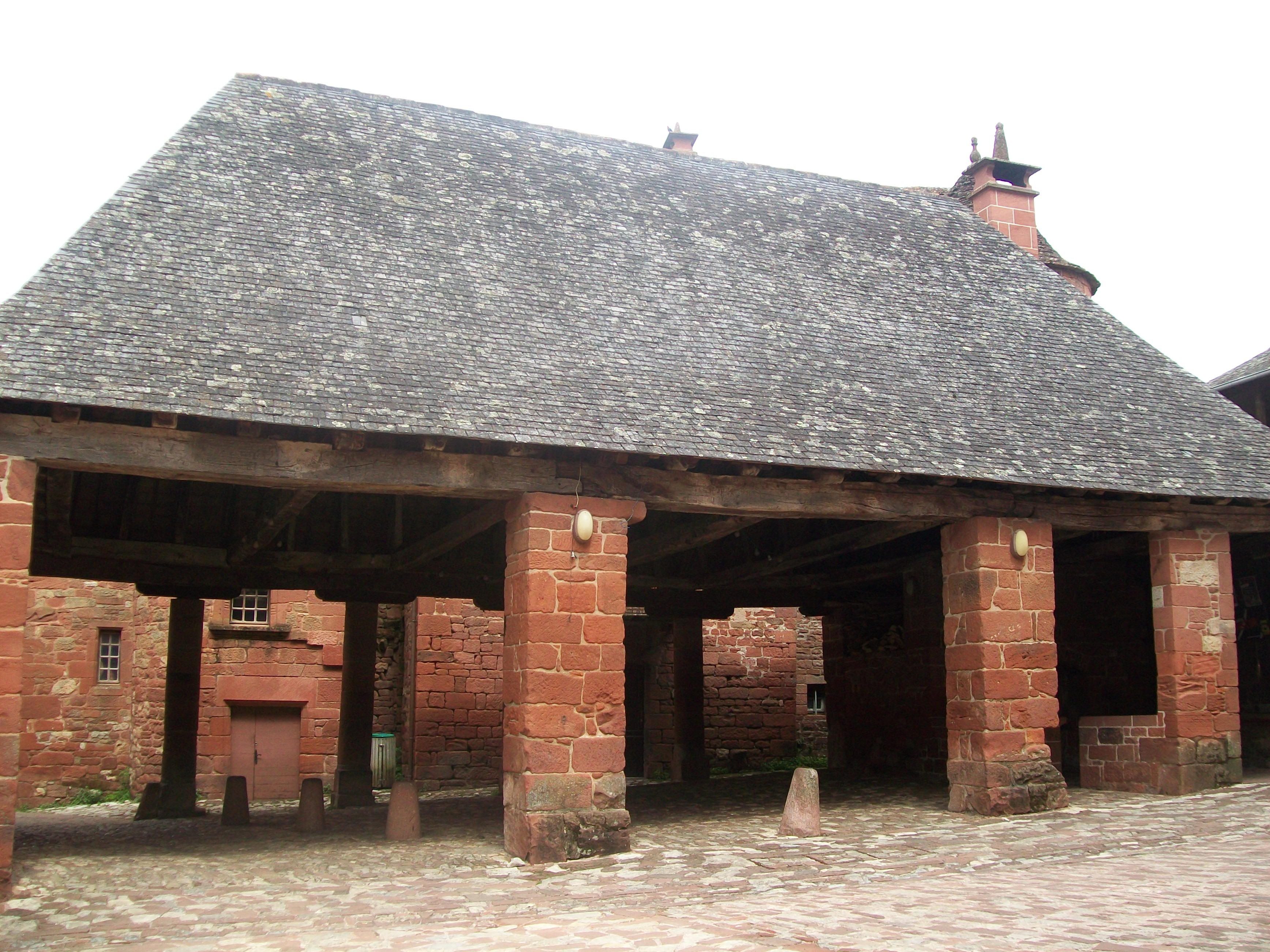
Ehemalige Markthalle
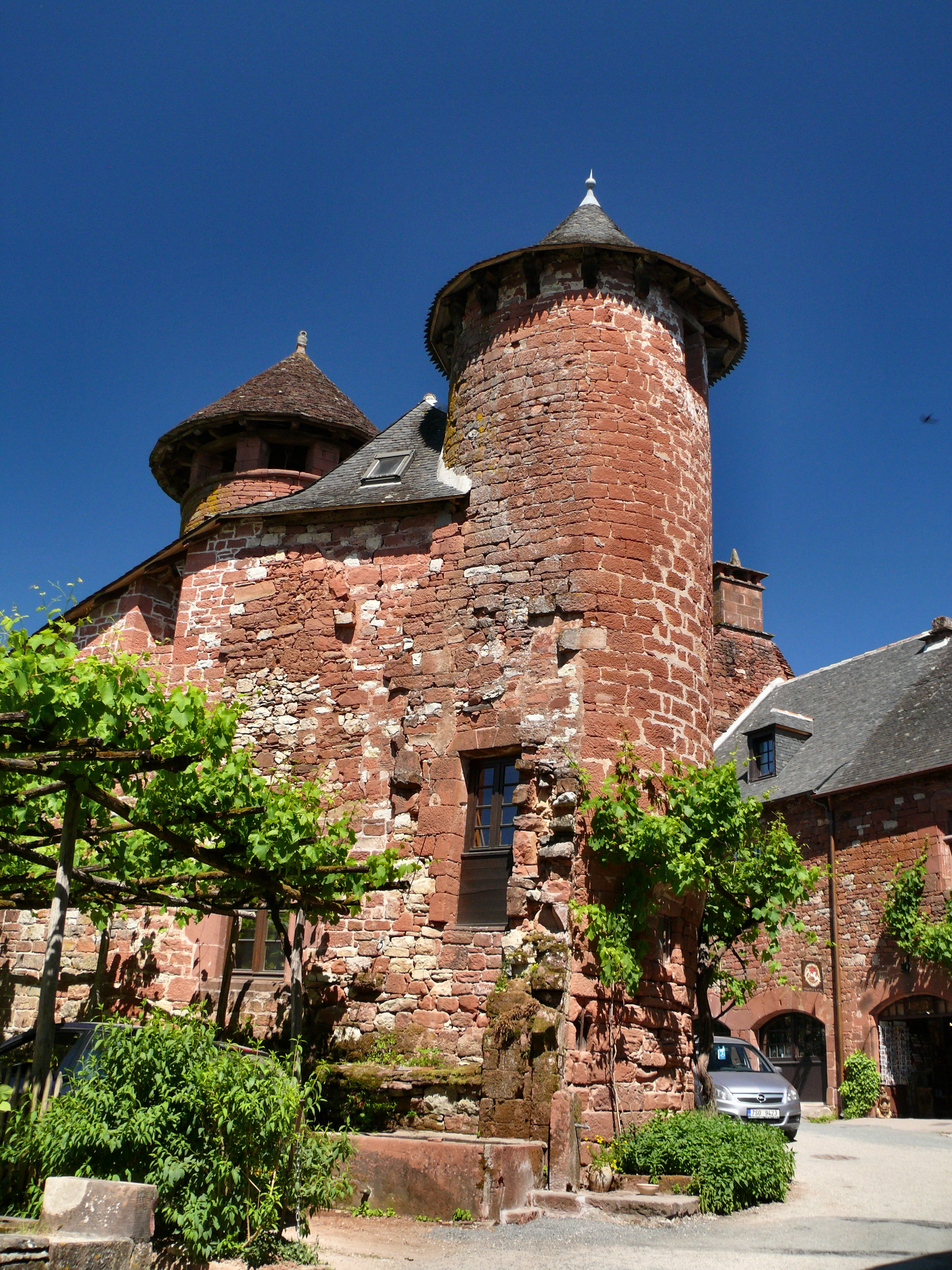
Hotel Beaurival
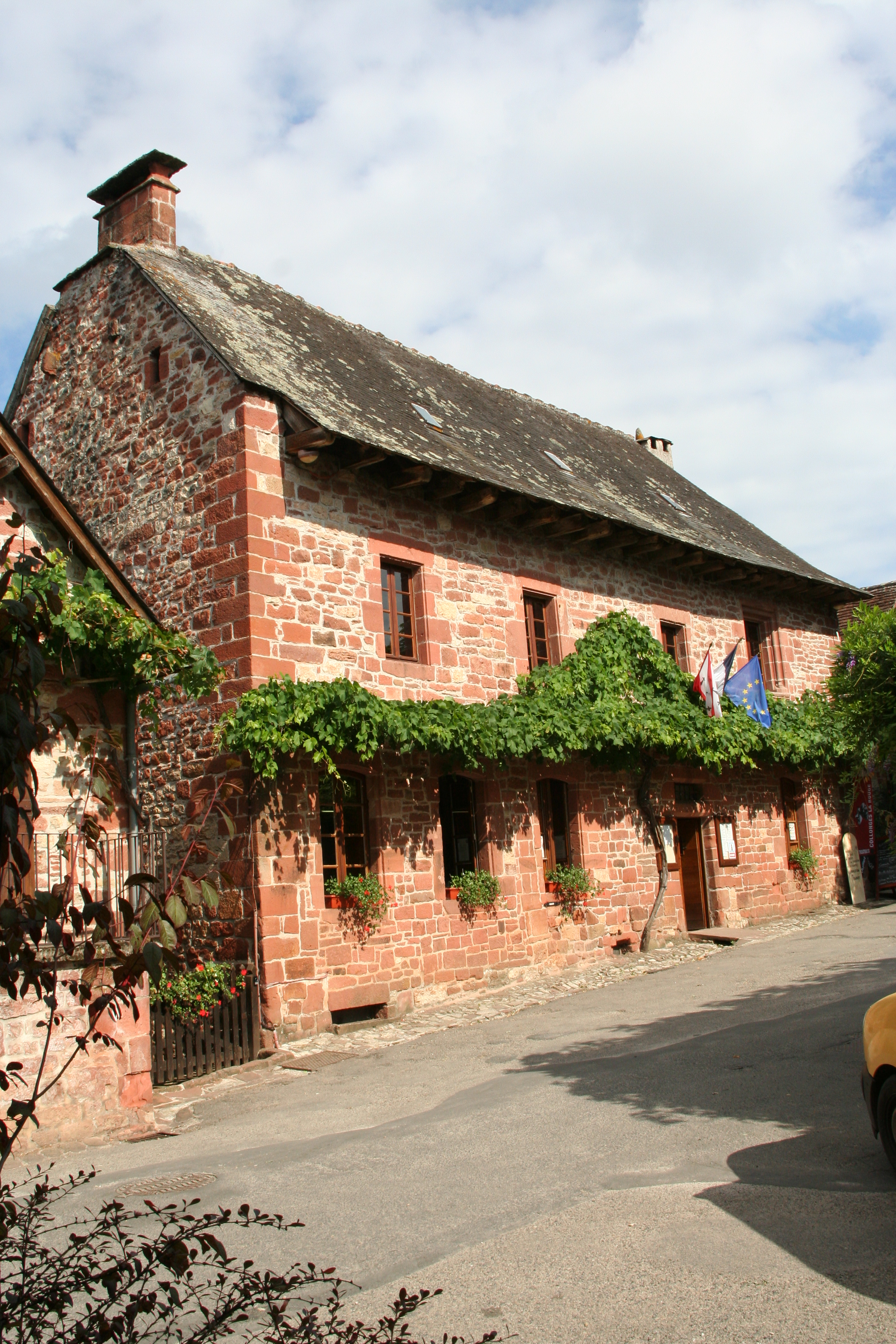
Rathaus (mairie)